# Politechnika Morska w Szczecinie

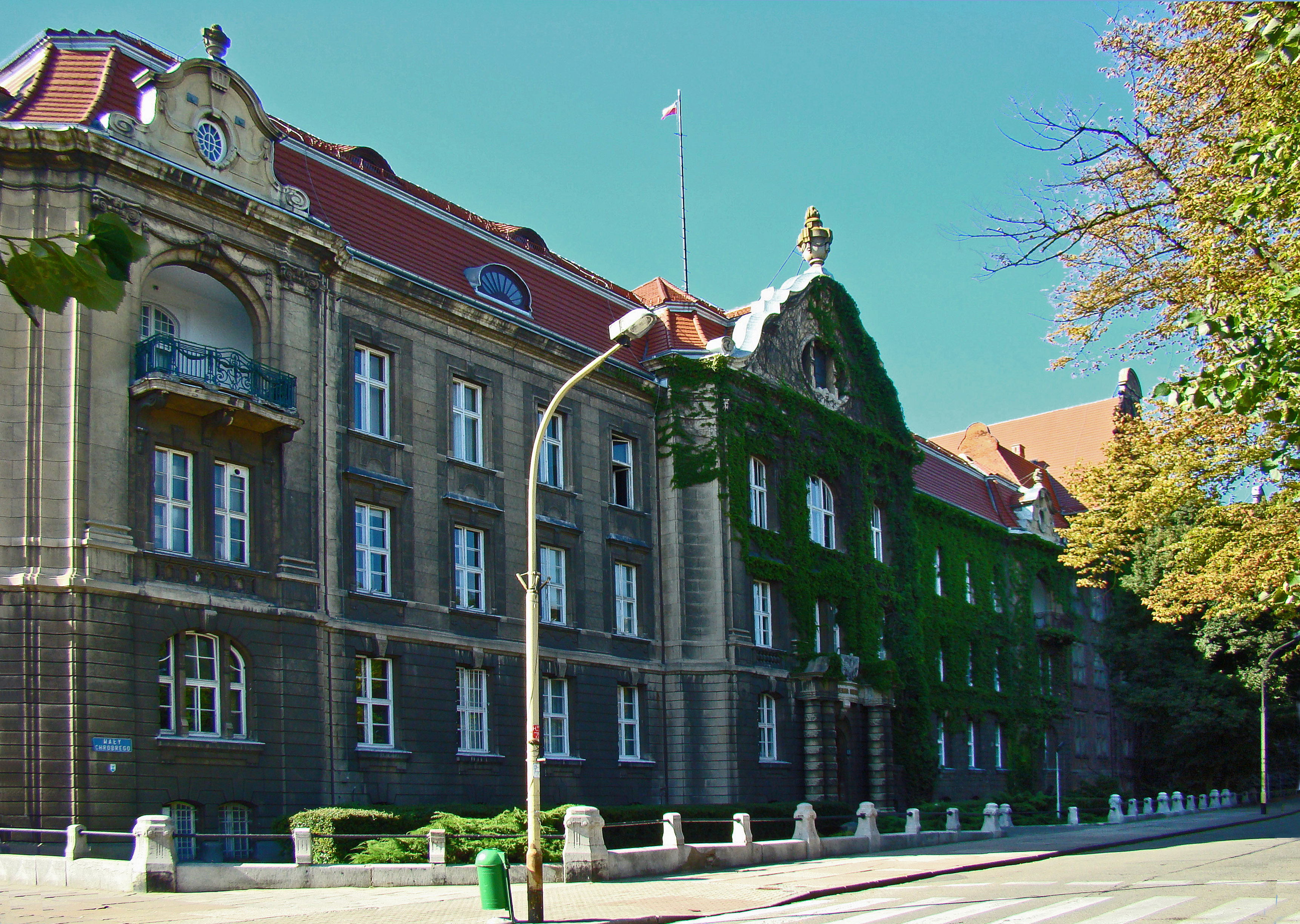
Politechnika Morska w Szczecinie

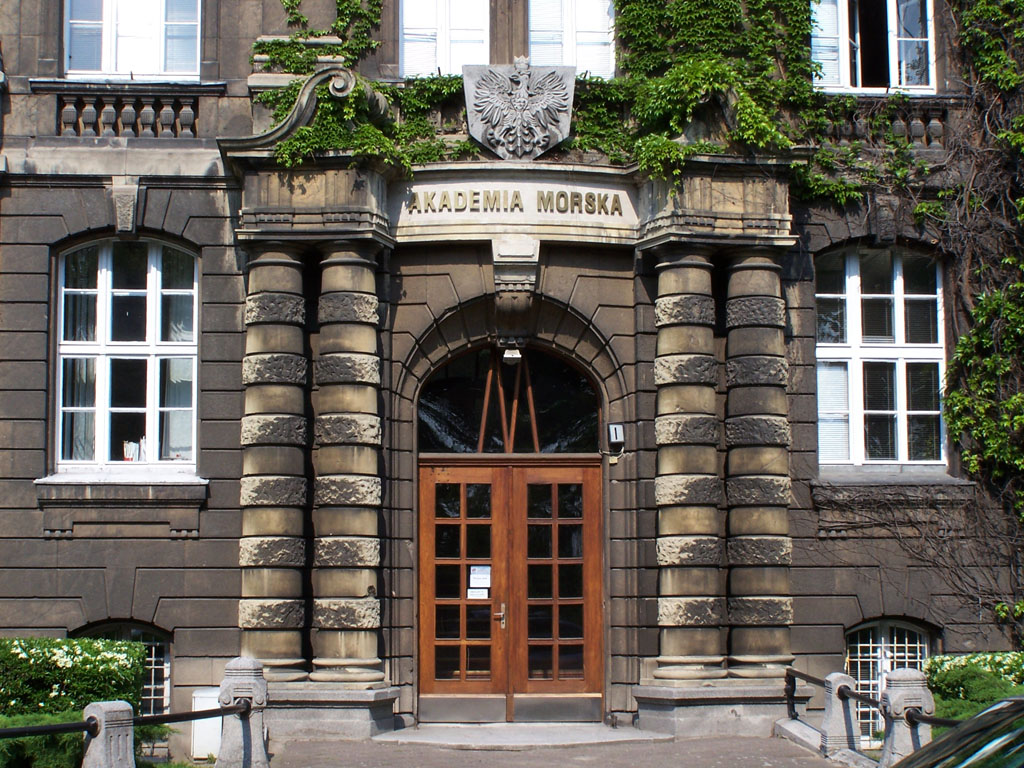
Politechnika Morska (wejście)

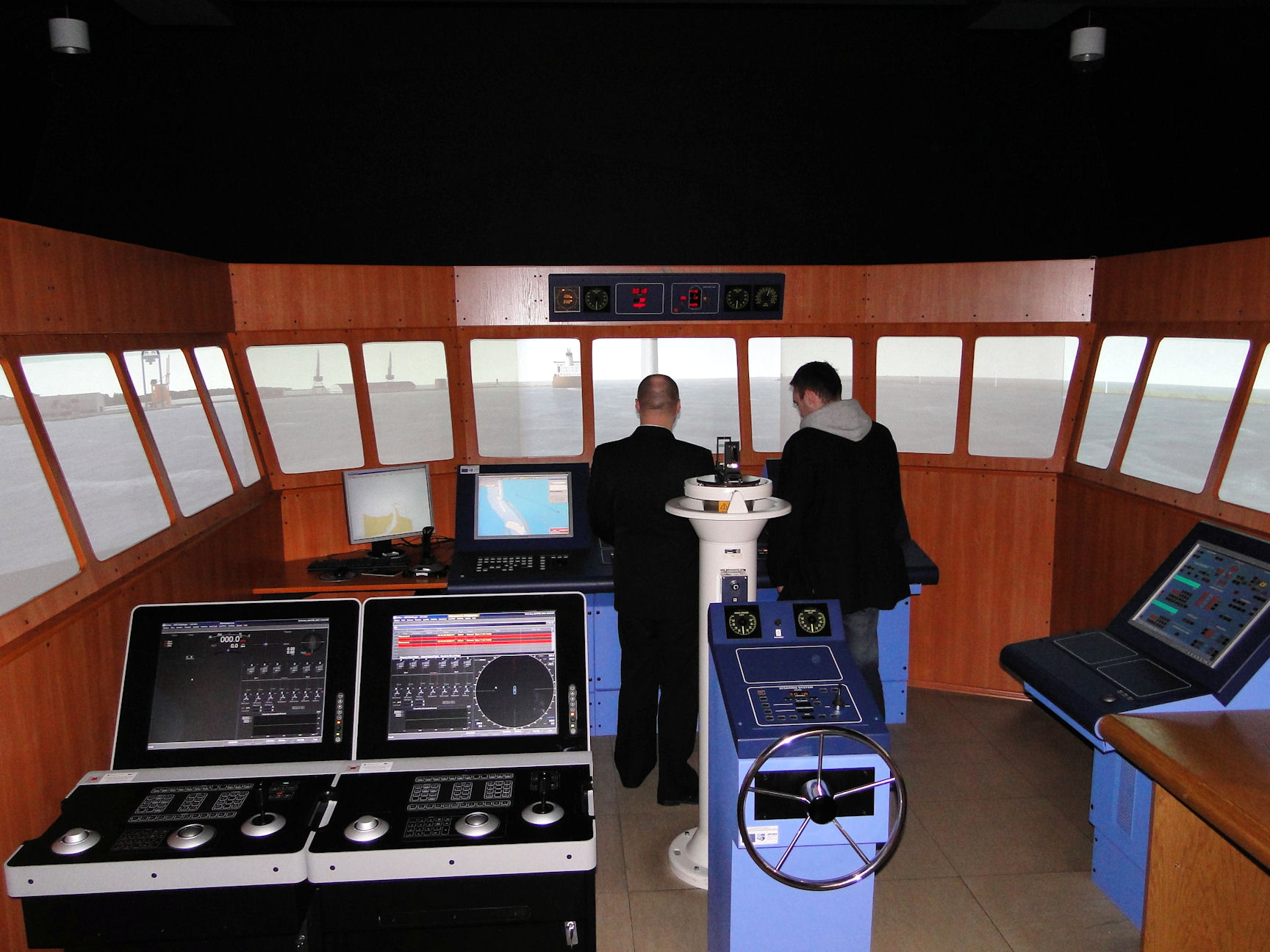
Symulator mostka kapitańskiego

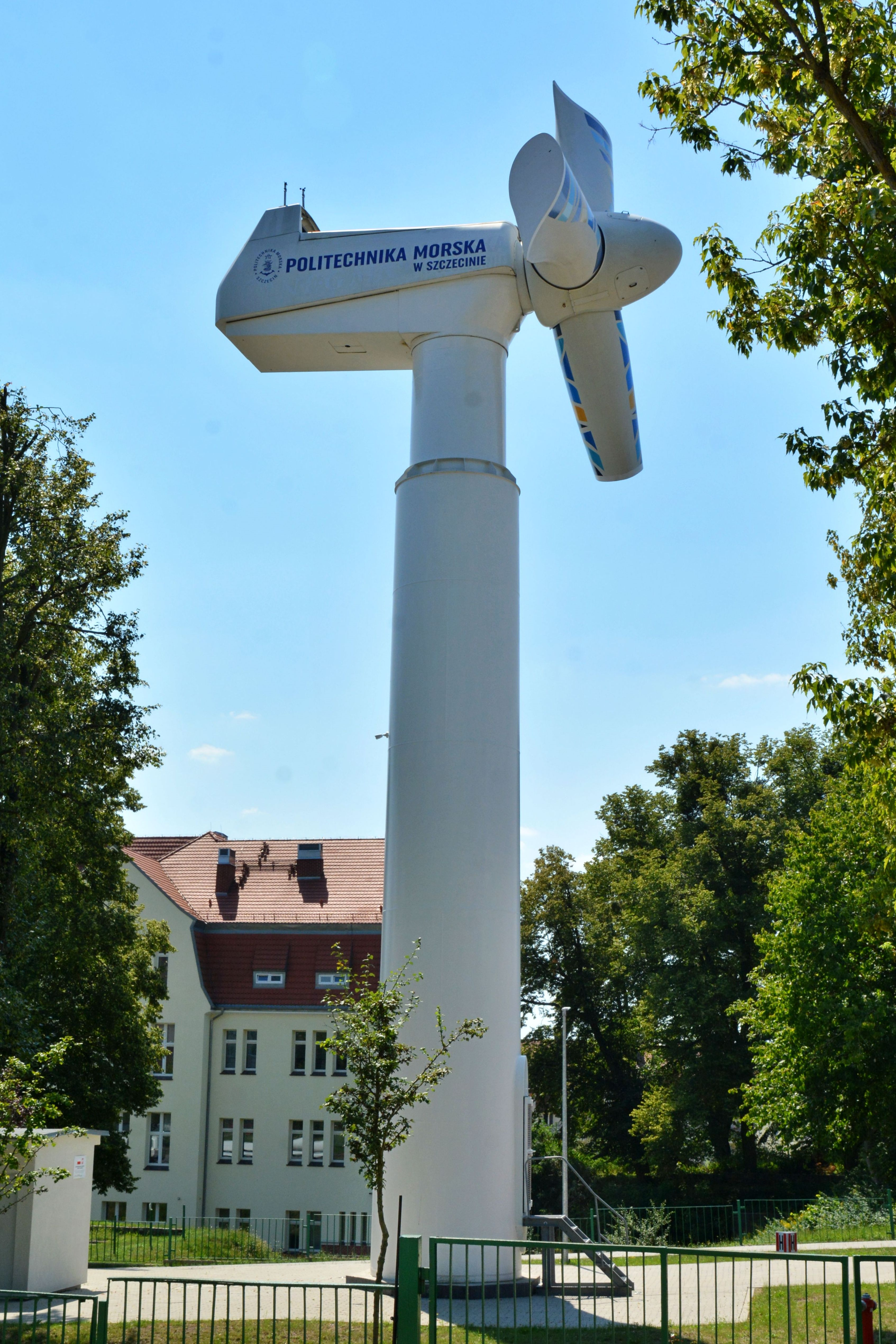
Ćwiczebna turbina wiatrowa na terenie Politechniki Morskiej

Politechnika Morska w Szczecinie – państwowa uczelnia techniczna, kontynuująca tradycje edukacji morskiej istniejące od 1947 roku w Szczecinie.
Głównym celem działalności uczelni jest, kształcenie wysoko wykwalifikowanych kadr oficerskich: nawigatorów i mechaników, odpowiadających wymaganiom współczesnej floty transportowej i rybackiej oraz kształcenie eksploatacyjnych służb armatorskich i portowych floty morskiej i śródlądowej.

## Historia
Politechnika, kontynuuje tradycje szczecińskich szkół morskich – założonej 1 stycznia 1947 Państwowej Szkoły Morskiej, połączonej 15 czerwca 1966, z Państwową Szkołą Rybołówstwa Morskiego. Dnia 20 sierpnia 1968, rozporządzeniem Rady Ministrów (Dz. U. 34 poz. 230), na bazie tych szkół powołano Wyższą Szkołę Morską. 18 lutego 2004 roku uczelnia została zmieniona w Akademię Morską w Szczecinie. W Akademii Morskiej kształcenie kadr dla gospodarki morskiej odbywało się na trzech wydziałach, na studiach inżynierskich, magisterskich i doktoranckich.
Politechnika Morska, powołana 7 kwietnia 2022, ze skutkiem od 1 września, z przemianowania Akademii Morskiej.

### Poczet Rektorów[7]
| nazwa szkoły                           | kadencja     | imię i nazwisko                                  |
| -------------------------------------- | ------------ | ------------------------------------------------ |
| Państwowa Szkoła Morska                | 1948-1953    | kpt. ż.w Konstanty Matyjewicz-Maciejewicz        |
| Państwowa Szkoła Rybołówstwa Morskiego | 1962-1963    | mgr Jerzy Paradowski                             |
| Państwowa Szkoła Rybołówstwa Morskiego | 1963-1966    | mgr Zbigniew Piętniewicz                         |
| Państwowa Szkoła Morska                | 1963-1968    | kpt. ż.w. Zbigniew Szymański                     |
| Państwowa Szkoła Morska                | 1968-1969    | dr inż. Stefan Leszek Jaworski                   |
| Wyższa Szkoła Morska                   | 1969-1972    | doc. dr hab. Zdzisław Łaski                      |
| Wyższa Szkoła Morska                   | 1972-1978    | kpt. ż.w Eugeniusz Andrzej Daszkowski            |
| Wyższa Szkoła Morska                   | 1978-1984    | prof. dr kpt. ż.w. Aleksander Walczak            |
| Wyższa Szkoła Morska                   | 1984-1987    | prof. dr hab. inż. Sławomir Hulanicki            |
| Wyższa Szkoła Morska                   | 1987-1990    | doc. dr inż. kpt. ż.w. Igor Jagniszczak          |
| Wyższa Szkoła Morska                   | 1990-1996    | prof. dr kpt. ż.w. Aleksander Walczak            |
| Wyższa Szkoła Morska                   | 1996-2002    | prof. dr hab. inż. kpt. ż.w. Stanisław Gucma     |
| Wyższa Szkoła Morska                   | 2002-2004    | prof. dr hab. inż. Bolesław Kuźniewski           |
| Akademia Morska                        | 2004-2008    | prof. dr hab. inż. Bolesław Kuźniewski           |
| Akademia Morska                        | 2008-2016    | prof. dr hab. inż. kpt. ż.w. Stanisław Gucma     |
| Akademia Morska                        | 2016-2022    | dr hab. inż. kpt. ż.w. Wojciech Ślączka prof. PM |
| Politechnika Morska                    | 2022-obecnie | dr hab. inż. kpt. ż.w. Wojciech Ślączka prof. PM |

## Struktura organizacyjna i kierunki kształcenia

### Wydziały i kierunki kształcenia Politechniki
Uczelnia daje możliwość podjęcia studiów pierwszego i drugiego stopnia na szesnastu kierunkach prowadzonych w ramach pięciu wydziałów
- Wydział Nawigacyjny W 1997 Wydział Nawigacyjny uzyskał uprawnienia do nadawania stopnia naukowego doktora w dziedzinach: nauki techniczne, geodezja i kartografia, w 2010 – w dziedzinie transportu. W 2015 wydział uzyskał prawo do nadawania stopnia naukowego doktora habilitowanego, nauk technicznych, w dziedzinie transportu[5].
  - Nawigacja
  - Geoinformatyka
  - Geodezja i Kartografia
  - Żegluga śródlądowa
  - Oceanotechnika - budowa jachtów i okrętów
- Wydział Mechaniczny W 2002 Wydział Mechaniczny, uzyskał prawa do nadawania stopnia naukowego doktora w dziedzinach: nauki techniczne, budowa i eksploatacja maszyn. Od 2012 posiada uprawnienia do nadawania stopnia naukowego doktora habilitowanego nauk technicznych, w dyscyplinie budowa i eksploatacja maszyn[5].
  - Mechanika i Budowa maszyn
  - Inżynieria przemysłowa i Morskie elektrownie wiatrowe
  - Inżynieria modelowania przestrzennego

- Wydział Inżynieryjno-Ekonomiczny Transportu Powstały w roku 2002 Wydział Inżynieryjno-Ekonomiczny kształcący na kierunku Zarządzanie i Inżynieria Produkcji oraz kierunku Transport, utrzymywane są po 3 specjalności na każdym z nich[9].
  - Zarządzanie i Inżynieria produkcji
  - Transport
  - Logistyka
  - Zarządzanie

- Wydział Mechatroniki i Elektrotechniki[10] Istnieje od 1 października 2019 roku. Bazuje on na dotychczasowej strukturze i dokonaniach Instytutu Elektrotechniki i Automatyki Okrętowej. Obecna kadra dostosowana jest do potrzeb rynku technicznego szkolnictwa wyższego i spełnia wymogi prowadzenia zajęć na kierunkach studiów I stopnia[11].
  - Mechatronika
  - Automatyka i Robotyka
- Wydział Informatyki i Telekomunikacji[12] Rozpoczął swoją działalność 1 października 2019 roku, przejmując kadrę, zaplecze naukowo-dydaktyczne i infrastrukturę dotychczasowego Instytutu Technologii Morskich, wchodzącego w skład Wydziału Nawigacyjnego, przejął także studentów studiów inżynierskich na kierunku informatyka.
  - Informatyka
  - Teleinformatyka

### Jednostki międzywydziałowe
- Studium Nauki Języków Obcych
- Studium Wychowania Fizycznego i Sportu[3]
- Instytut Matematyki, Fizyki i Chemii[13]

### Jednostki pozawydziałowe
- Studium Doskonalenia Kadr Oficerskich
- Ośrodek Szkolenia Ratownictwa Morskiego
- Morski Ośrodek Szkoleniowy (w Świnoujściu)
- Centrum Nauczania Morskiego Języka Angielskiego (Maritime English Center)
- Ośrodek Szkoleniowy Rybołówstwa Bałtyckiego (w Kołobrzegu)
- Morski Ośrodek Szkoleniowy w Kołobrzegu[3]
- Akademickie Centrum Szkoleniowe MUSTC[14]

### Jednostki ogólnouczelniane i pozostałe
- Biblioteka Główna
- Centrum Transferu Technologii Morskich
- Wydawnictwo Naukowe
- Do uczelni należy statek badawczo-szkolny MS Nawigator XXI. Na Politechnice odbywają się także zajęcia z pływania i języków obcych[3].

#### Europejskie Centrum Szkoleniowe LNG

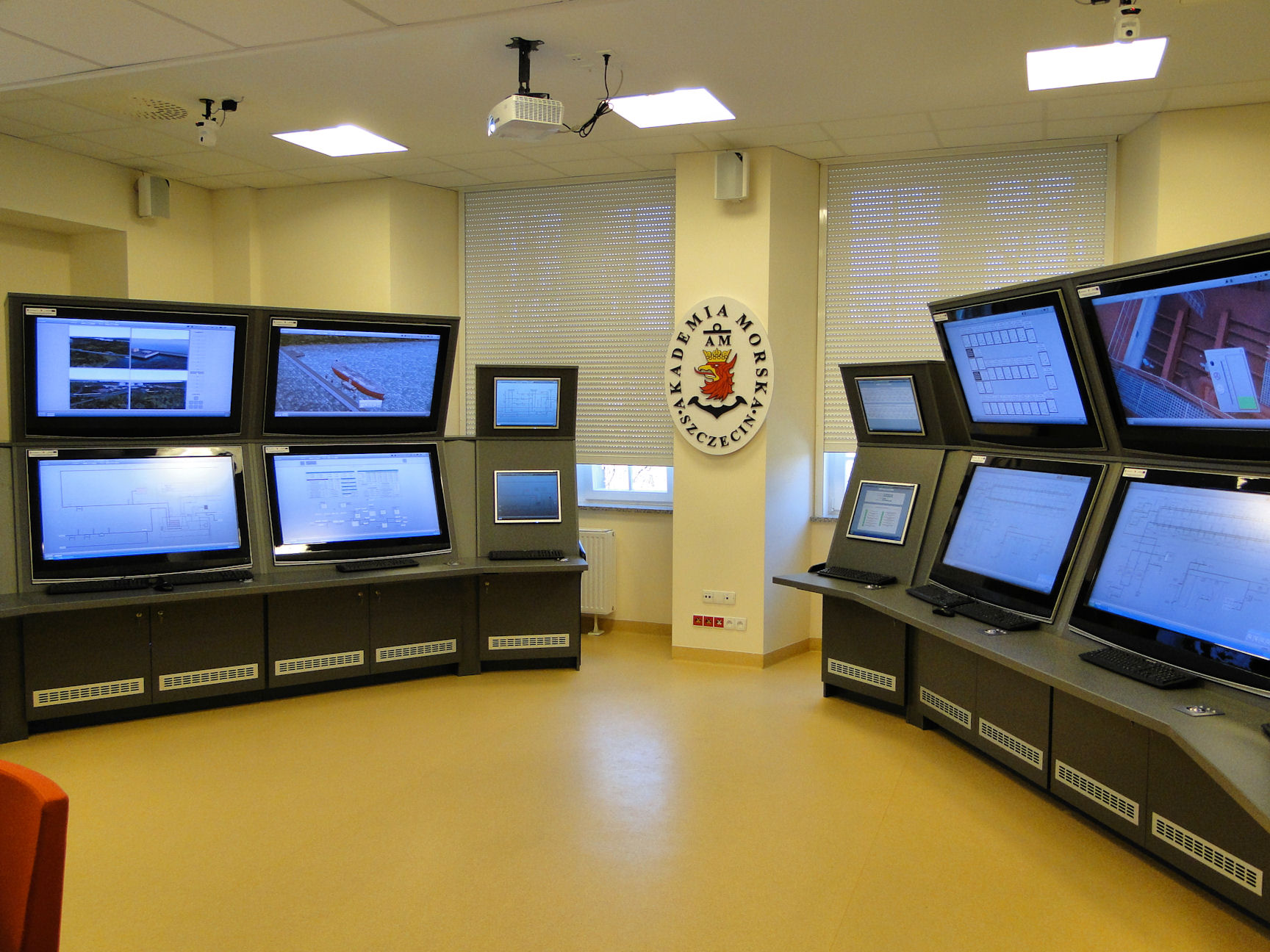
Symulatory LNG

W dniu 23 marca 2011 w gmachu głównym Akademii Morskiej odbyła się uroczysta inauguracja działalności Europejskiego Centrum Szkoleniowego LNG. Centrum jest trzecim tego rodzaju ośrodkiem w Europie i jednym z najnowocześniejszych na świecie. Ośrodek powstał dzięki współpracy Akademii Morskiej w Szczecinie, Akademii Górniczo-Hutniczej w Krakowie i spółki Polskie LNG S.A. Centrum prowadzić będzie szeroko zakrojoną działalność szkoleniowo-edukacyjną zarówno dla studentów Akademii Morskiej, jak i osób zatrudnionych w sektorze LNG. Przewiduje się, że znaczny odsetek słuchaczy stanowić będą obcokrajowcy.
Centrum wyposażone zostało w najnowszej generacji pomoce szkoleniowe w tym:
- symulator mostka nawigacyjnego tankowca LNG
- symulator dla załóg holowników obsługujących gazoport
- symulator za- i wyładunku tankowców LNG przeznaczony dla szkolenia ich załóg
- symulator terminala LNG przeznaczony dla szkolenia pracowników lądowych.

### Wykładowcy

#### Doktorzy honoris causa[16]
- prof. dr kpt. ż.w. Aleksander Walczak
- prof. dr hab. inż. kpt. ż.w. Stanisław Gucma

### Organizacje studenckie i koła

#### Samorząd Studencki
Organem uchwałodawczym Samorządu Studenckiego Politechniki Morskiej w Szczecinie jest Parlament Samorządu Studenckiego Politechniki Morskiej w Szczecinie wybierany na 2-letnią kadencję. W skład Parlamentu wchodzi 17 członków wybieranych w wyborach powszechnych wśród studentów. Przedstawicielem Parlamentu jest Przewodnicząca Parlamentu Samorządu Studenckiego Politechniki Morskiej w Szczecinie - Wiktoria Jodajtis (od 17.01.2025). Zadaniem PSS PM jest reprezentowanie spraw studenckich przed władzami Uczelni oraz jest pełnoprawnym członkiem współuczestniczącym w układaniu regulaminów studiów, pomocy materialnej i innych spraw studenckich wynikających z ustawy Prawo o Szkolnictwie Wyższym. 

#### Koła naukowe
- Jacht Klub Politechniki Morskiej[19]
- Koło Ligi Morskiej i Rzecznej[20]
- Akademickie Koło Stowarzyszenia Elektryków Polskich[21]
- Koło Naukowe Ratownictwa Morskiego - SAR Science Club[22]
- Koło Naukowe Hydrografii Morskiej[23]
- Koło Naukowe Systemów Dynamicznego Pozycjonowania/ Offshore[24]
- Koło Naukowe „METIRI”[25]
- Koło Naukowe Oceanotechniki „SKAFOS”[26]
- Badań Siłowni Okrętowych[27]
- Koło Naukowe Elektroautomatyki[28]
- Logistyki i Transportu "SeaPoint"[29]
- Żeglugi Śródlądowej[30]
- Koło Naukowe „safeNorth”[31]
- Inżynierii Transportu[32]
- Koło Naukowe Automatyki i Robotyki[33]
- Marketingu i Public Relations „The Butterfly Effect”[34]
- Koło naukowe „Teraz Jakość”[35]
- Koło Naukowe GIS[36]
- Koło Naukowe Informatyki (KNI)[37]
- Koło Naukowe Młody Naukowiec[38]
- Studenckie Koło Naukowe „Asset Managers”[39]
- Club for the Research and Development of Environmental Projects[40]

#### Koła zainteresowań
- Kompania Honorowa Politechniki Morskiej w Szczecinie.
- Chór Politechniki Morskiej[3].
- Grupa Fotograficzna Politechniki Morskiej.

#### Sekcje Sportowe[41]
- Jacht Klub Politechniki Morskiej[19]
- Rowing Crew[42] - sekcja wioślarska i ergometr
- Sekcja Pływacka
- Basketball Team[43] - sekcja koszykówki
- Sekcja Siatkarska
- BadmintoNOWA - sekcja bandmintona
- Sekcja Kulturystyczna
- Sekcja Szachowa
- Przybrzeżni Biegacze[44] - sekcja lekkoatletyczna
- Sekcja Tenisa Stołowego
- Sekcja Piłki Nożnej